# HMS Warspite (1807)
HMS Warspite (Корабль Его Величества «Уорспайт») — 74-пушечный линейный корабль третьего ранга. Четвёртый корабль Королевского флота, 
названный HMS Warspite. Второй из двух линейных кораблей, построенных по данному чертежу (первый HMS Colossus). Относился к так называемым «большим 74-пушечным кораблям», нёс на верхней орудийной палубе 24-фунтовые пушки, вместо 18-фунтовых у «обычных 74-пушечных». Заложен 3 декабря 1805 года. Спущен на воду 16 ноября 1807 года на королевской верфи в Чатеме.

## Служба
С 1807 по 1810 год Warspite осуществлял поддержку сухопутных войск во время Пиренейских войн. Он принял участие в блокаде Тулона в 1810 году. Затем он присоединился к флоту Канала, защищая британские торговые суда и в то же время перехватывая французские и американские корабли. В начале 1813 года Warspite захватил несколько ценных призов, включая несколько американских шхун, направлявшихся в Филадельфию с грузом бренди, вина, шелка и других товаров.
В июне 1814 года корабль, под командованием капитана Джеймса О’Брайена, прибыл на Североамериканскую станцию, доставив
подкрепления для Квебека; он был первым 74-пушечным кораблем, который поднялся так далеко вверх по реке Святого Лаврентия.
Он был отправлен в резерв в 1815 году, но вновь вступил в строй в 1817 году, когда он был заново оценен как 76-пушечный
линейный корабль. В 1825 году он отплыл из Портсмута с контр-адмиралом Филиппом Вудехаусом в качестве нового командира станции в Вест-Индии. В 1826—1827 годах он совершил кругосветное путешествие под командованием капитана Уильяма Паркера, также будучи первым линейным кораблем, который посетил колонию Нового Южного Уэльса в Австралии.
Вернувшись на станцию с эскадрой в конце 1828 года он был отправлен для доставки Иоанна Каподистрии, президента Греческой Республики, в различные места по всему Восточному Средиземноморью во время блокады Наварина, Модона и Корона. В этом качестве он помог отразить нападение двух египетских корветов у мыса Наварин, при этом один из них получил существенный ущерб. Капитан Паркер затем участвовал в нескольких переговорах с Ибрагим-пашой, чтобы договориться о выводе египетских войск из Греции.
В 1831 году корабль был в Южной Америке (на станции Рио-де-Жанейро) в качестве флагмана контр-адмирала сэра Томаса Бейкера,
капитан Чарльз Талбот, в это время приняв участие в спасении HMS Thetis у мыса Фрио в 1830 году.
В 1840 году Warspite был срезан до 50-пушечного фрегата. Он был отправлен для службы на главной станции под командованием лорда Джона Хея, а затем посетил Соединенные Штаты в 1842 году, обменявшись приветствиями с USS North Carolina и фрегатом Columbia в гавани Нью-Йорка.
После этого он был отправлен для борьбы с пиратством и патрулирования в Средиземном море, в том числе блокады устья реки Ксанф в 1844 году. Последний командир корабля, капитан Уоллис, некоторое время был на станции в Гибралтаре, прежде чем корабль был переведен в резерв в 1846 году.
В 1862 году он был отдан в аренду Морскому Обществу как учебный корабль для юнг. В это время он был пришвартован на Темзе
между Вулвичем и Чарльтоном. На его борту в течение около 10 месяцев обучение проходили примерно 150 юнг. 6 августа 1863 года стоящий на приколе корабль был протаранен русским броненосцем Первенец, когда тот проходил ходовые испытания.
Warspite сгорел во время случайного пожара в январе 1876 года, после чего оставшаяся часть корабля была продана на слом 2 февраля 1876 года.